# Eisenbahnunfall von Eisenach

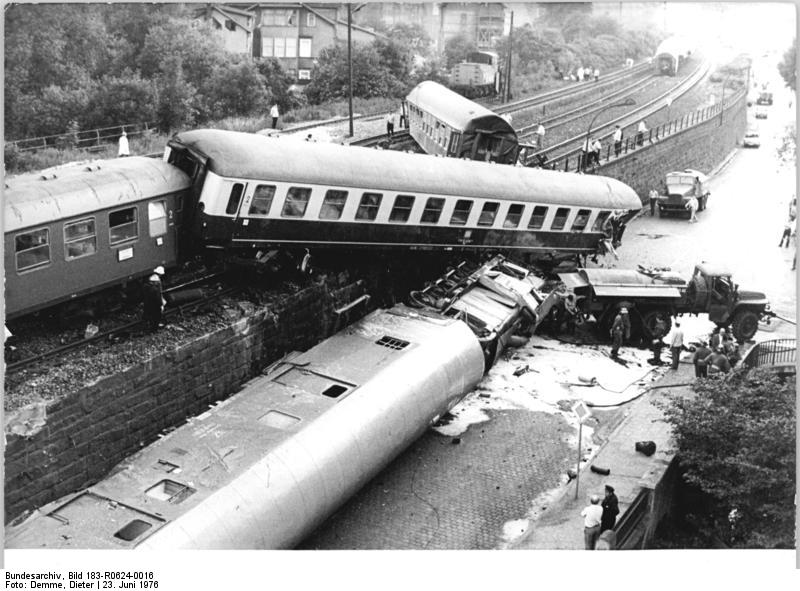
Die entgleisten Personenwagen kollidierten mit einer Rangierlok und einem Postwagen, die vom Bahndamm auf die benachbarte Hauptverkehrsstraße stürzten

Bei dem Eisenbahnunfall von Eisenach entgleiste am 23. Juni 1976 der internationale Schnellzug D 354 auf der Fahrt von Berlin nach Paris und kollidierte mit einer Rangierabteilung. 26 Personen wurden dabei verletzt, 10 von ihnen schwer. Unfallursache war eine defekte Weiche.

## Ausgangslage
Der D 354 war ein Transitzug von Berlin-Friedrichstraße nach Paris, der das Gebiet der DDR zwischen Berlin (West) und der innerdeutschen Grenze ohne Halt durchfuhr. Kontrollen durch DDR-Behörden beschränkten sich daher auf Prüfungen der Ausweispapiere. Um Aufspringen während der Fahrt zu verhindern, musste der Zug auf DDR-Territorium eine Mindestgeschwindigkeit einhalten. Der Zug wurde von einer Diesellokomotive der DR-Baureihe 118 gezogen, der sechs Personenwagen folgten, und durchfuhr den Bahnhof Eisenach um 17:25 Uhr in Richtung Förtha.
Auf dem benachbarten Ausfahrgleis in Richtung Wartha/Werra stand zu dieser Zeit eine Rangierabteilung, bestehend aus Expressgut- und Bahnpostwagen für einen Schnellgüterzug, der planmäßig um 18 Uhr in Richtung Berlin abfahren sollte. Sie wurde von der Rangierlokomotive 106 965-7 gezogen. Personal waren der Lokführer sowie ein Bahnpostmitarbeiter.

## Unfallhergang

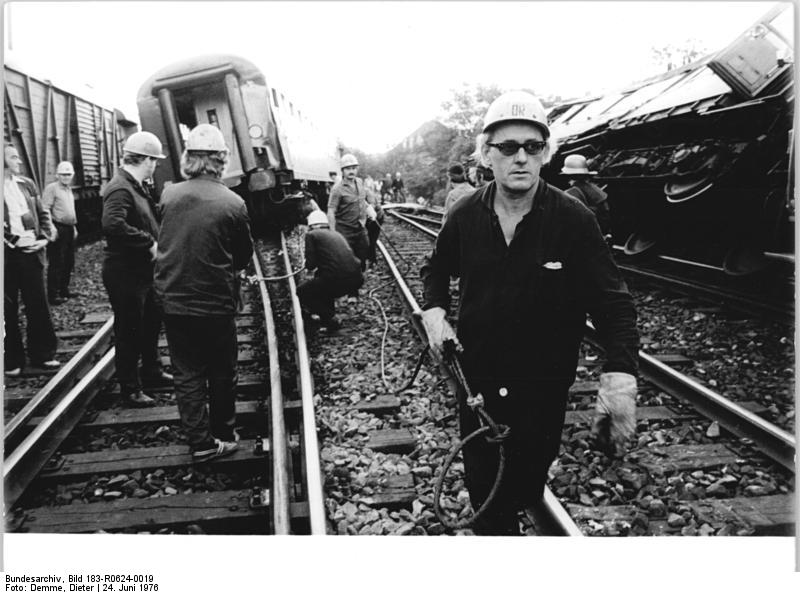
Mitarbeiter der Deutschen Reichsbahn bei den Bergungsarbeiten

Einigen Quellen zufolge durchfuhr der D 354 den Bahnhof Eisenach mit der zulässigen Höchstgeschwindigkeit; anderen Quellen zufolge konnte die Geschwindigkeit nicht mehr ermittelt werden, da die Lok nicht mit einem Fahrtenschreiber ausgerüstet war. Beim Überfahren einer doppelten Kreuzungsweiche (DKW) am Westkopf (Stellwerksbezirk Ew) entgleisten durch einen Defekt an der Weiche zunächst der dritte, dann alle folgenden Personenwagen, während die Lokomotive und die ersten beiden Personenwagen in den Gleisen blieben. Die entgleisten Wagen kollidierten mit der Rangierlok und dem Postwagen, die auf eine seitlich des Bahndammes liegende Hauptverkehrsstraße, Rennbahn genannt, stürzten.
Die Besatzung der Rangierabteilung sowie 24 Passagiere des D 354 wurden bei dem Unfall verletzt.

## Bergung

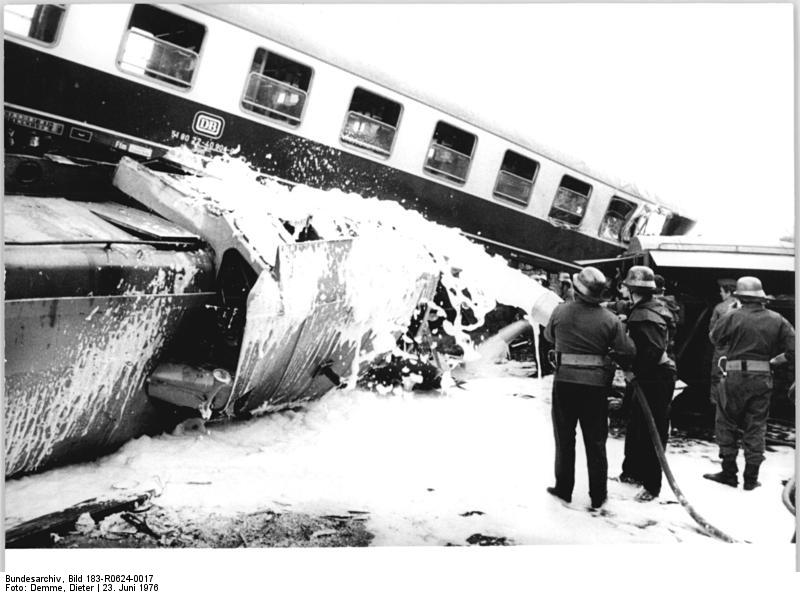
Vorbeugendes Überziehen der abgestürzten Rangierlok mit Löschschaum

Als glücklicher Umstand erwies sich, dass zum Unfallzeitpunkt in der Kantine an der Clemensstraße eine Wahlversammlung der Betriebsparteiorganisation stattfand, an der etwa 50 Personen teilnahmen, die sofort Hilfe leisteten. Auch boten sich viele Passanten als Ersthelfer an. Die Verletzten, die größtenteils Schnittwunden erlitten hatten, wurden in drei umliegende Krankenhäuser gebracht; 16 von ihnen konnten am nächsten Tag wieder entlassen werden. Die unverletzten Fahrgäste wurden bis zu ihrer Weiterreise in der MITROPA-Gaststätte betreut.
Die Feuerwehr überzog die Rangierlok mit Löschschaum, um eine Explosion zu verhindern, bis der Kraftstoff abgepumpt werden konnte.
Für die Bergung der verunfallten Fahrzeuge war der Einsatz eines Eisenbahndrehkrans (EDK 1000) erforderlich. Der Bahnverkehr konnte im Laufe des nächsten Tages wieder aufgenommen werden.

## Folgen
Der Unfall führte zum Einsatz einer Kommission durch das Ministerium für Staatssicherheit, die den Zustand des Oberbaus der Strecke Halle–Eisenach–Gerstungen untersuchen sollte. Der Bericht mit der Registrierungsnummer ZAIG 2564 stellte auf der 284 km langen Strecke zahlreiche Mängel fest, darunter etwa 900 bis 1000 Toleranzüberschreitungen in jedem der beiden Hauptgleise.
Zur Unfallursache wird berichtet:

„Die Entgleisung des D 354 ist letztlich auf technische Mängel an einer doppelten Kreuzungsweiche, die in horizontaler und vertikaler Ebene verbogen und nicht – wie vorgeschrieben – mit dem Gleis verschweißt war, zurückzuführen. Auch unsachgemäß ausgeführte Unterhaltungsarbeiten trugen zu diesem technischen Mangelzustand bei.“

Der Bericht blieb geheim und wurde erst 2013, also 37 Jahre nach dem Unfall, durch Recherchen von Otto Mayer – zum Unfallzeitpunkt Dienstvorsteher des Eisenacher Hauptbahnhofs – wieder aufgefunden. Weder Öffentlichkeit noch Bahnbedienstete erfuhren die ermittelte Unglücksursache.